# Vouillé-les-Marais
Vouillé-les-Marais és un municipi francès situat al departament de Vendée i a la regió de País del Loira. L'any 2007 tenia 658 habitants.

## Demografia

### Població
El 2007 la població de fet de Vouillé-les-Marais era de 658 persones. Hi havia 245 famílies de les quals 74 eren unipersonals (23 homes vivint sols i 51 dones vivint soles), 66 parelles sense fills, 78 parelles amb fills i 27 famílies monoparentals amb fills.
La població ha evolucionat segons el següent gràfic:
Habitants censats

### Habitatges
El 2007 hi havia 353 habitatges, 258 eren l'habitatge principal de la família, 65 eren segones residències i 30 estaven desocupats. 349 eren cases i 3 eren apartaments. Dels 258 habitatges principals, 183 estaven ocupats pels seus propietaris, 72 estaven llogats i ocupats pels llogaters i 3 estaven cedits a títol gratuït; 12 tenien dues cambres, 54 en tenien tres, 76 en tenien quatre i 117 en tenien cinc o més. 247 habitatges disposaven pel capbaix d'una plaça de pàrquing. A 117 habitatges hi havia un automòbil i a 116 n'hi havia dos o més.

### Piràmide de població
La piràmide de població per edats i sexe el 2009 era:
| Homes | Edats   | Dones |
| ----- | ------- | ----- |
| 0     | 95 o +  | 4     |
| 4     | 90 a 94 | 12    |
| 8     | 85 a 89 | 16    |
| 0     | 80 a 84 | 12    |
| 8     | 75 a 79 | 20    |
| 24    | 70 a 74 | 20    |
| 20    | 65 a 69 | 20    |
| 12    | 60 a 64 | 20    |
| 16    | 55 a 59 | 4     |
| 8     | 50 a 54 | 16    |
| 8     | 45 a 49 | 20    |
| 24    | 40 a 44 | 20    |
| 20    | 35 a 39 | 16    |
| 4     | 30 a 34 | 8     |
| 16    | 25 a 29 | 8     |
| 20    | 20 a 24 | 16    |
| 12    | 15 a 19 | 16    |
| 20    | 10 a 14 | 8     |
| 0     | 5 a 9   | 20    |
| 12    | 0 a 4   | 20    |

## Economia
El 2007 la població en edat de treballar era de 371 persones, 275 eren actives i 96 eren inactives. De les 275 persones actives 248 estaven ocupades (142 homes i 106 dones) i 27 estaven aturades (8 homes i 19 dones). De les 96 persones inactives 32 estaven jubilades, 24 estaven estudiant i 40 estaven classificades com a «altres inactius».

### Ingressos
El 2009 a Vouillé-les-Marais hi havia 270 unitats fiscals que integraven 661 persones, la mediana anual d'ingressos fiscals per persona era de 15.205 €.

### Activitats econòmiques
Dels 17 establiments que hi havia el 2007, 2 eren d'empreses alimentàries, 2 d'empreses de fabricació d'altres productes industrials, 5 d'empreses de construcció, 3 d'empreses de comerç i reparació d'automòbils, 2 d'empreses d'hostatgeria i restauració i 3 d'empreses de serveis.
Dels 6 establiments de servei als particulars que hi havia el 2009, 1 era un taller de reparació d'automòbils i de material agrícola, 1 paleta, 1 fusteria, 1 lampisteria, 1 electricista i 1 restaurant.
Dels 2 establiments comercials que hi havia el 2009, 1 era una botiga de menys de 120 m² i 1 una fleca.
L'any 2000 a Vouillé-les-Marais hi havia 11 explotacions agrícoles que ocupaven un total de 832 hectàrees.

## Equipaments sanitaris i escolars
El 2009 hi havia una escola elemental.

## Poblacions més properes
El següent diagrama mostra les poblacions més properes.